# Cikó
Cikó (németül: Zickau) község Tolna vármegyében, a Bonyhádi járásban.

## Fekvése
A település Bonyhádtól délkeleti irányban hat kilométerre, a Széplaki-völgyben található.

### Megközelítése
Zsáktelepülésnek tekinthető, mivel közúton csak egy útvonalon közelíthető meg, az 5603-as útból Bonyhád délkeleti részén kiágazó 56 102-es számú mellékúton.
Vasúton a MÁV 50-es számú Dombóvár–Bátaszék-vasútvonalán érhető el, amelynek egy megállási pontja van itt; Cikó megállóhely a vonal állomásainak viszonylatában Hidas-Bonyhád vasútállomás és Mőcsény megállóhely között található, fizikailag a belterület északi peremén helyezkedik el.

## Történet
Régészeti bizonyítékok alapján már az őskorban lakott hely volt. A település a török hódoltság korában teljesen elnéptelenedett, majd betelepített németek munkája nyomán indult újra fejlődésnek. A 20. század elejére a Völgységi járás legjelentősebb német lakosú kisközségévé vált. 1939. április 30-án itt tartotta országos zászlóbontó nagygyűlését a Volksbund, és itt alakult meg első helyi szervezete. A második világháború után a község lakosságából közel kétszáz főt hurcoltak el kényszermunkára, illetve a német lakosság nagy részét kitelepítették, és helyükre – Hadikfalváról – 158 bukovinai székely családot költöztettek. A régi német lakosságból 1950-re mintegy harminc család maradt. Ettől az évtől önálló tanácsú község lett a Bonyhádi járásban. A település 1990-ben helyi önkormányzatot választott.

## Közélete

### Polgármesterei
- 1990–1994: Forray Gellért (független)[3]
- 1994–1998: Forray Gellért (független)[4]
- 1998–2002: Forray Gellért (független)[5]
- 2002–2006: Dr. Ferencz Márton (független)[6]
- 2006–2010: Dr. Ferencz Márton (független)[7]
- 2010–2014: Dr. Ferencz Márton (független)[8]
- 2014–2019: Haures Csaba (független)[9]
- 2019–2024: Molnár Józsefné (független)[10]
- 2024– : Molnár Józsefné (független)[1]

## Népesség
A település népességének változása:
| Lakosok száma | 861  | 866  | 870  | 825  | 844  | 848  | 857  |
|               | 2013 | 2014 | 2015 | 2021 | 2022 | 2023 | 2024 |

A 2011-es népszámlálás során a lakosok 92,4%-a magyarnak, 1,5% cigánynak, 12,4% németnek mondta magát (7,2% nem nyilatkozott; a kettős identitások miatt a végösszeg nagyobb lehet 100%-nál). A vallási megoszlás a következő volt: római katolikus 68,1%, református 1,9%, evangélikus 1,2%, felekezeten kívüli 11,9% (17% nem nyilatkozott).
2022-ben a lakosság 82,8%-a vallotta magát magyarnak, 3,7% németnek, 1,2% cigánynak, 0,1% ruszinnak, 0,5% egyéb, nem hazai nemzetiségűnek (17,2% nem nyilatkozott; a kettős identitások miatt a végösszeg nagyobb lehet 100%-nál). Vallásuk szerint 35,9% volt római katolikus, 2% evangélikus, 1,7% református, 0,1% görög katolikus, 0,7% egyéb keresztény, 0,9% egyéb katolikus, 9,6% felekezeten kívüli (48,9% nem válaszolt).

## Nevezetességei

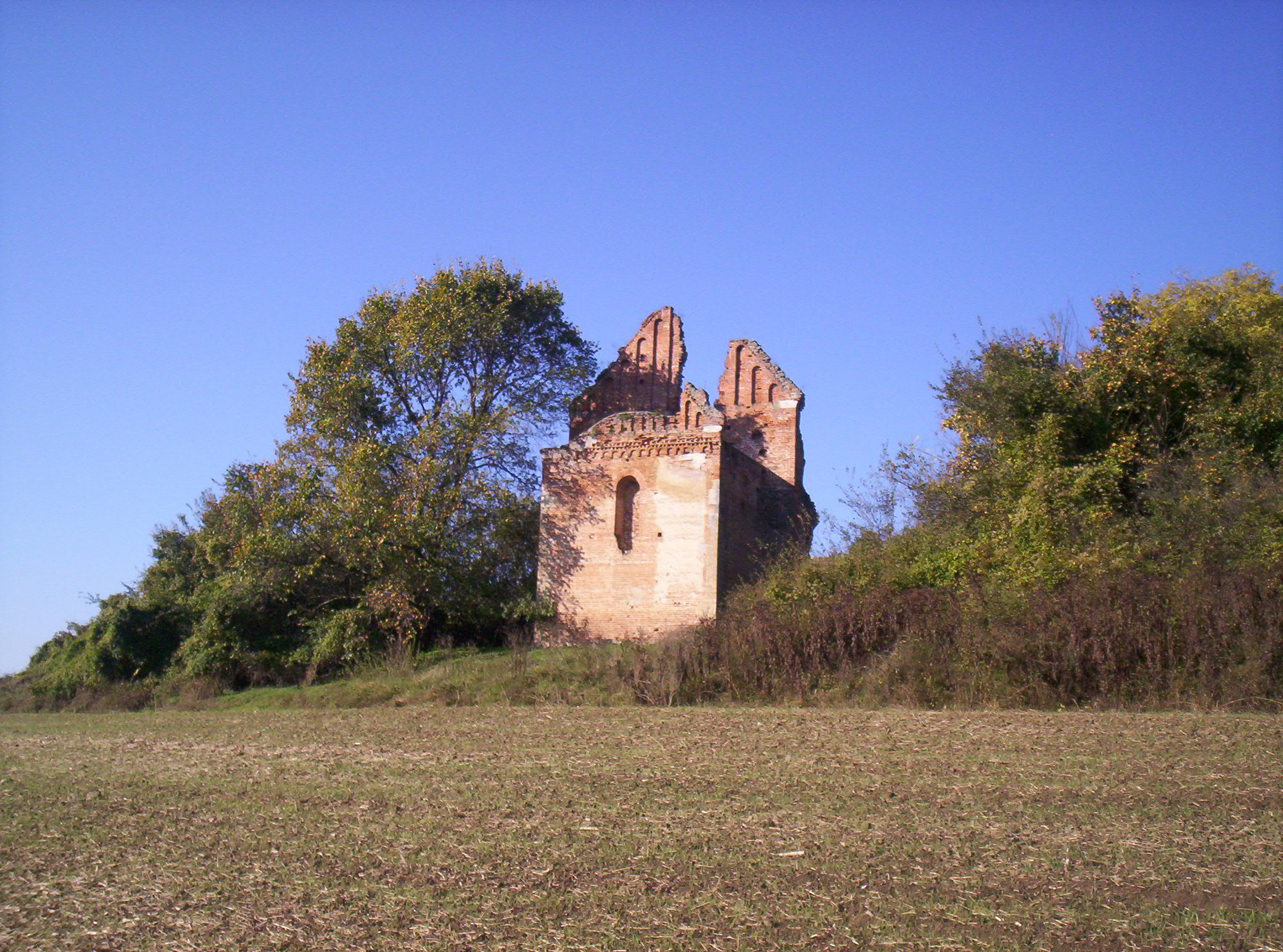
A Máriaszéplaki templomrom. A 19. század végéig az írásos forrásokban található cikádori apátság romjainak vélték, azóta azonban bebizonyosodott, hogy az egykori Széplak város templomának romja (A cikádori apátság romjait Bátaszéken tárták fel)

- Máriaszéplaki templomrom – II. Géza korabeli román stílusú, kéttornyos, háromhajós templom romjai. Ma a környék német nemzetiségének búcsújáró helye. A templomrom megjelenik Vörösmarty Mihály Széplak című versében (1828) és Illyés Gyula Kora tavasz című regényében (1941) is.
- Eszterpusztai templomrom – A község külterületén, az egykori Östör nevű település helyén álló templomot gótikus stílusban építették a 15. században.
- Szentháromság-templom – Épült 1767 és 1784 között, barokk stílusban. A templom udvarában álló emlékoszlop a világháborúk, a kitelepítések áldozatainak és a kényszermunkára hurcoltaknak állít emléket.
- Szent Rókus-kápolna – A feltételezések szerint egy középkori templom alapjaira épült 1746-ban.
- Nepomuki Szent János-szobor – A község főterén álló szobor a 18. században, barokk stílusban készült.

## Itt születtek
- Krausz Mayer (1809 – Budapest, 1894) zsidó származású magyar kereskedő, nagyiparos